# Juicy Fruit
Juicy Fruit — фруктовая жевательная резинка компании Wrigley.

## История
Juicy Fruit была выпущена в 1893 году в США. В 1915 году Уильям Ригли для раскрутки своих жевательных резинок организовал рекламную акцию, разослав всем абонентам телефонной книги США по три пластинки жвачек. Во время Второй мировой войны из-за нехватки смол для ингредиентов компания приняла решение прекратить продажу жвачки для гражданского населения, жвачка продавалась только для ВС США до 1944 года, для остальных на время Второй мировой войны Wrigley’s выпускала специальную «военную» версию, которая делалась из менее качественных ингредиентов. С 1944 по 1946 год выпускалась только «военная» версия жвачек Wrigley’s.
До 2004 года имела единственную разновидность, после чего добавилось ещё шесть.

## NASCAR

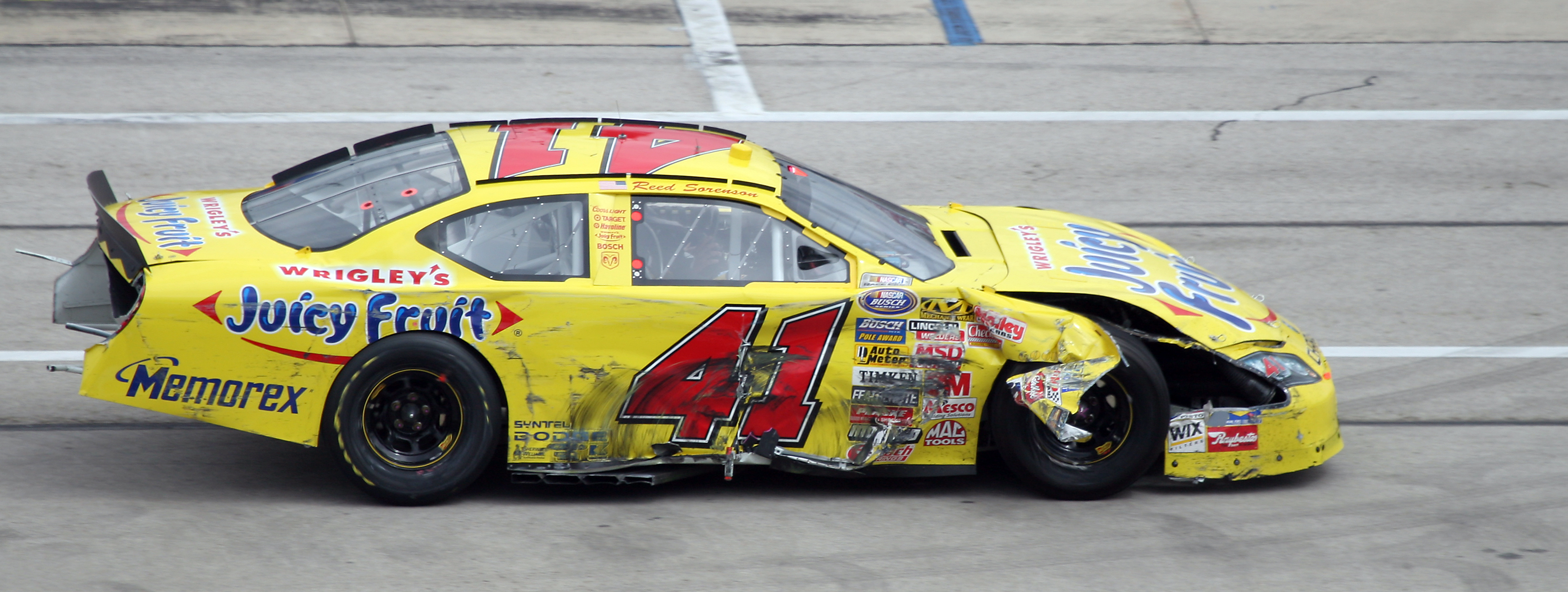
Логотип Juicy Fruit на машине команды Juicy Fruit Dodge в гоночной серии NASCAR

Бренд Juicy Fruit является титульным спонсором NASCAR команды Juicy Fruit Dodge.